# USS LST-231
O USS LST-231 foi um navio de guerra norte-americano da classe LST que operou durante a Segunda Guerra Mundial.